# Cry (canción de Mandy Moore)
"Cry" —en español: «Llorar»— es una canción de la cantante estadounidense Mandy Moore, escrita y producida por James Renald, e incluida en el año 2001 en el tercer álbum de estudio de la cantante, Mandy Moore. El 4 de noviembre de 2001, "Cry" fue lanzada por el sello Epic Records como tercer sencillo de álbum. Con ello, «Cry» se convirtió en el sexto y séptimo sencillo de Mandy Moore en los Estados Unidos y el mundo, respectivamente, además "Cry" formó parte de banda sonora de la película A Walk to Remember, en la que Mandy Moore hizo su debut como actriz principal.
La letra de «Cry» está centrada en una chica que piensa que su enamorado es insensible. La estructura musical de la canción, está creada sobre la base de la melodía de una guitarra, a modo de balada. «Cry» contó con un recibimiento positivo por parte de los críticos, fue uno de los temas más adorado por la cadena de música MTV. 
El video musical de «Cry» fue dirigido por Chris Applebaum, En el video se muestra Mandy y Shane West mirando a través de un telescopio el cielo. Pese a que el vídeo se relaciona con la película A Walk to Remember no incorpora escenas de esta. 
Al igual que la mayoría de los sencillos de Mandy Moore, «Cry» no tuvo el gran éxito comercial que registraron los primeros sencillos de la cantante. Por su parte, «Cry» logró convertirse en N.º 1 en países como Tailandia y Filipinas. En la actualidad ha logrado vender más de 643 mil copias a nivel mundial, en su mayoría de manera física.

## Antecedentes
Después de lanzar su segundo álbum, "I Wanna Be With You", Moore señaló que "Toda la música ha comenzado a ver y oír lo mismo" y que ella decidió que era hora de alejarse de eso. Dijo en una entrevista a "Billboard" que ella quería más canto y menos baile. "Me cansé de gran forma".
A inicios de año 2000, Moore entró al estudio a grabar dicho álbum, James Renald mostró una nueva canción que había escrito a los ejecutivos de la compañía discografía, esta canción lleva por nombre «Cry» una balada, se grabó un demo de la canción, y logró estar el corte final de las canciones para álbum, pues era una de las canciones favoritas de Mandy. Posteriormente la canción fue agregada a la lista de canciones de la banda sonara A Walk to Remember. Fue lanzada por Epic Records como tercer sencillo de álbum y a la misma vez como sencillos (buzz) promo de la película en noviembre de 2001.

## Composición
La canción «Cry» fue escrita y producida por James Renald. La letra de una historia de una chica que primero pensó que su amante a ser insensible, hasta que un día lo vi llorar. Verso: «You were all by yourself, staring up at the dark gray sky, I was changed...», en español: «Estabas solo, mirando hacia el cielo gris y oscuro, yo cambié ...». 
«Cry» es una balada, creada sobre la base de acordes sofisticados y a surcos sonoros más nítidos. Sobre la canción, Moore expresa en una entrevista para la revista Billboard, es una canción hermosa en todos los niveles. «No podía esperar para entrar en el estudio y cantar». También añade que James Renald, escritor y productor de la canción tenía que pelar a salir de la cabina porque quería cantarla una y otra vez.

## Video musical
El video musical de «Cry» fue dirigido por Chris Applebaum , quien había trabajado en su pasado vídeo "Crush". Las escenas principales de éste fueron rodadas en Los Ángeles, California. Su línea de historia muestra a Mandy Moore detrás de una pantalla, color azul oscuro. 
En el video se muestra Mandy y Shane West (pareja de Moore en la película) mirando a través de un telescopio el cielo. Pese a que el vídeo se relaciona con la película A Walk to Remember no incorpora escenas de esta. El video musical de «Cry» tuvo una buena recepción moderada por parte de los críticos y la audiencia. El vídeo se estrenó en Total Request Live de la cadena MTV. Hasta el 7 de septiembre de 2009, el vídeo ha recibido 10 millones de visitas en YouTube.

## Desempeño

### Crítica
"Cry" recibió una crítica moderada por parte de los críticos musicales. Según Jasmin's Reviews, "Cry" describe a la perfección A Walk To Remember. Su voz es muy agradable y se puede escuchar esta canción una y otra vez.

### Comercio
«Cry» registró diversos niveles de éxito. Pese a que estaba destinada a ayudar a promocionar a 
A Walk to Remember (2002), la balada no tuvo un impacto mayor en Estados Unidos, alcanzando la posición N.º 32 del conteo radial ARC Top 40 y no consiguiendo ingresar a la lista Billboard Hot 100, la más importante del país. Aun así y de acuerdo a Nielsen SoundScan, hasta septiembre de 2012 ésta había vendido más 30 000 copias físicas y cerca de 203 000 copias digitales en el país. En Canadá logró tener un éxito modesto en las estaciones de radio, sin embargo no logró entrar a ninguna lista musical. En Europa, la balada solo logró debutar en Alemania, alcanzado la posición N.º 51.
En Asia, registró un éxito mayor, alzando el N.º 1 en países como Tailandia y Filipinas, logrando figurar entre las cinco canciones más exitosas en Taiwán, con esto hasta la actualidad ha logrado vender más de 400 000 copias en este continente.

## Formatos
| CD-Single |                      |          |  |
| N.º       | Título               | Duración |  |
| 1.        | «Cry»                | 3:43     |  |
| 2.        | «Someday We'll Know» | 3:42     |  |

| CD Alemania |                      |          |  |
| N.º         | Título               | Duración |  |
| 1.          | «Cry»                | 3:43     |  |
| 2.          | «Only Hope»          | 5:53     |  |
| 3.          | «It's Gonna Be Love» | 3:53     |  |
| 4.          | «Someday We'll Know» | 3:42     |  |

## Posicionamiento
| Chart (2002)                | Posición |
| --------------------------- | -------- |
| U.S. ARC Weekly Top 40      | 32       |
| Alemania (Media Control AG) | 51       |
| Filipina Music Charts       | 1        |
| Tailandia Pop Charts        | 1        |
| Taiwán Single Top 10        | 3        |
| Brasil Top 20 MTV           | 66       |
| Argentina Single Charts     | 27       |